# Locomotiva FS R.401
La Locomotiva a vapore R.401 è una locomotiva a scartamento ridotto per servizio passeggeri e merci che ha prestato servizio sulle linee a scartamento ridotto della Sicilia e delle ex colonie, eritrea e libica.

## Storia
Le locomotive del gruppo R.401, originariamente inquadrate nel gruppo 20 FS, vennero progettate e costruite sulla base di uno specifico progetto elaborato, intorno agli anni '10 dall'ufficio trazione di Firenze per le ferrovie secondarie della rete anche se l'intero lotto di 12 locomotive venne ordinato alla Berliner Maschinenbau Schwartzkopff e consegnato alle FS nel 1911.
Vennero assegnate alle linee facenti capo a Castelvetrano.
Nonostante le locomotive avessero dato buona prova di sé sia in termini di affidabilità che di prestazioni, pur risultando tozze e di aspetto non molto elegante, si trovarono in difficoltà nella circolazione sulle strette curve delle linee a scartamento ridotto della Sicilia a causa del loro passo rigido elevato con frequenti svii e dissesti del binario.
Dopo il 1912 tutte e 12 le locomotive vennero trasferite nelle linee ferroviarie delle colonie Eritrea, Somalia, Tripolitania e Cirenaica.

## Caratteristiche
Le R.401 erano locotender a quattro assi accoppiati, a passo rigido, con rodiggio D che permetteva un peso per asse contenuto intorno alle 12 tonnellate per asse a pieno carico. Fu proprio il passo rigido il motivo dello scarso risultato nell'esercizio pratico in Sicilia. Le troppe curve di raggio inferiore a i 100 m raccomandati facevano sì che fosse troppo aggressiva nei confronti del binario determinando disallineamenti e a volte persino deragliamenti. Erano delle macchine con motore a 2 cilindri esterni a semplice espansione con pressione in caldaia di 14 bar.
Le locomotive erano dotate di ampie casse d'acqua (5 metri cubi) e di 1,8 t di carbone, cosa di grande rilevanza ai fini dell'autonomia.
Le R.401 si dimostrarono all'altezza delle aspettative; un confronto con le più grosse locomotive del gruppo 880 FS, a scartamento ordinario che sviluppavano 367 chilowatt di potenza, mostra come queste, più piccole, sviluppassero ben 301 chilowatt.
Le locomotive erano dotate di freno continuo automatico a vuoto, sistema Hardy. Il vuoto in condotta veniva ottenuto per mezzo di un eiettore a vapore, apparecchiatura di alto rendimento ed alta affidabilità perché privo di parti in movimento.

## Deposito Locomotive di assegnazione
- Deposito locomotive di Castelvetrano
- Deposito Locomotive di Porto Empedocle